# Trung Vương quốc Ai Cập
Trung Vương quốc Ai Cập là một giai đoạn trong lịch sử của Ai Cập cổ đại, tồn tại trong thời gian giữa khoảng năm 2050 trước Công nguyên, và 1700 trước Công nguyên, trải dài từ sự thống nhất Ai Cập dưới sự thúc đẩy của Mentuhotep II của Vương triều thứ Mười một đến sự kết thúc của Vương triều thứ Mười Hai. Một số học giả cũng bao gồm cả Vương triều thứ Mười ba vào chung thời gian này, và nếu trong trường hợp đó, Trung Vương quốc Ai Cập sẽ kết thúc vào khoảng năm 1650 trước Công nguyên, trong khi những người khác chỉ đưa nó cho đến thời đại Vương triều của Pharaon Merneferre Ay khoảng năm 1700 trước Công nguyên, cuối cùng, vua của vương quốc này đã được chứng thực tại cả hai khu vực Ai Cập là Thượng Ai Cập và Hạ Ai Cập. Trong Trung Vương quốc, Osiris trở thành vị thần có tầm ảnh hưởng quan trọng nhất trong tôn giáo của người Ai Cập.
Thời kỳ Trung Vương quốc Ai Cập này bao gồm hai giai đoạn, Vương triều thứ 11, khi mà thủ đô vương quốc được đặt tại Thebes, Ai Cập và từ Vương triều thứ Mười hai trở đi, thủ đô đã được tập trung tại el-Lisht.

## Vương triều thứ Mười một
Tuyên bố của Manetho cho rằng Vương triều thứ 11 gồm 16 vị vua, họ đã trị vì 43 năm, mâu thuẫn với chữ khắc đương đại và bằng chứng của Danh sách Vua Turin, có bằng chứng kết hợp cho sự thiết lập vương quốc này bao gồm bảy vị vua trị vì trong tổng cộng 143 năm. Tuy nhiên, theo lời của ông rằng vương triều này được thành lập ở Thebes, được xác minh bởi các bằng chứng hiện đại. Đó là khoảng thời gian trong suốt vương triều mà tất cả trong Vương quốc Ai Cập cổ đại đã được thống nhất dưới thời kỳ Trung Vương quốc.

## Vương triều thứ Mười bốn
Biên giới chính xác của Vương triều thứ 14 là không rõ do sự khan hiếm của di tích còn lại từ thời của vương quốc này. Trong các nghiên cứu của mình về Thời kỳ Chuyển tiếp thứ Hai, nhà Ai Cập học Kim Ryholt đã kết luận rằng các lãnh thổ được trực tiếp kiểm soát bởi Vương triều thứ 14, vùng lãnh thổ đó bao gồm Châu thổ sông Nile, với biên giới của nó nằm ở Athribis, phía tây của châu thổ và Bubastis ở phía đông.
Con dấu do Triều 14 đã được tìm thấy ở Trung và Thượng Ai Cập, sau đó tìm thấy ở lãnh thổ của Vương triều 13 và khu vực phía nam cũng như Dongola, cataract thứ ba. Phía bắc, con dấu đã được tìm thấy ở miền nam Levant, chủ yếu dọc theo bờ biển Địa Trung Hải và xa về phía bắc Tell Kabri, ngày nay nó là Lebanon. Chúng cho thấy sự tồn tại của một nền thương nghiệp quan trọng trong thứ Vương triều thứ 13, bang Canaan, và Nubia. Ryholt cho biết thêm rằng vua Sheshi, người mà ông đã cho rằng là một vua thuộc Vương triều thứ 14, kết hôn với một công chúa Nubian, nữ hoàng Tati, tăng cường quan hệ với vương quốc Kushite.

## Hình ảnh

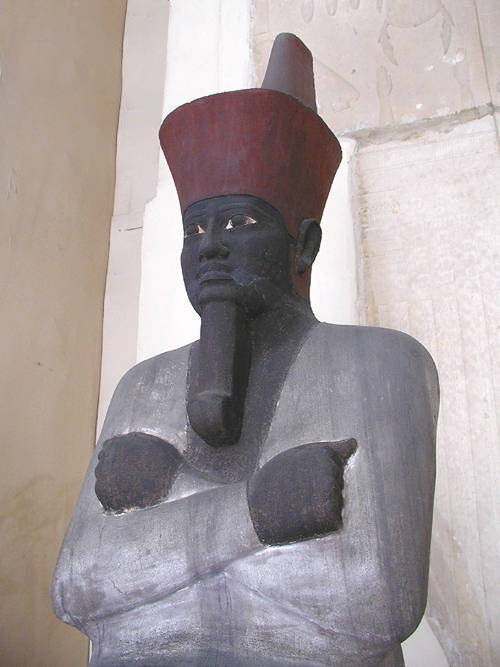
Tượng của Pharaon Mentuhotep II
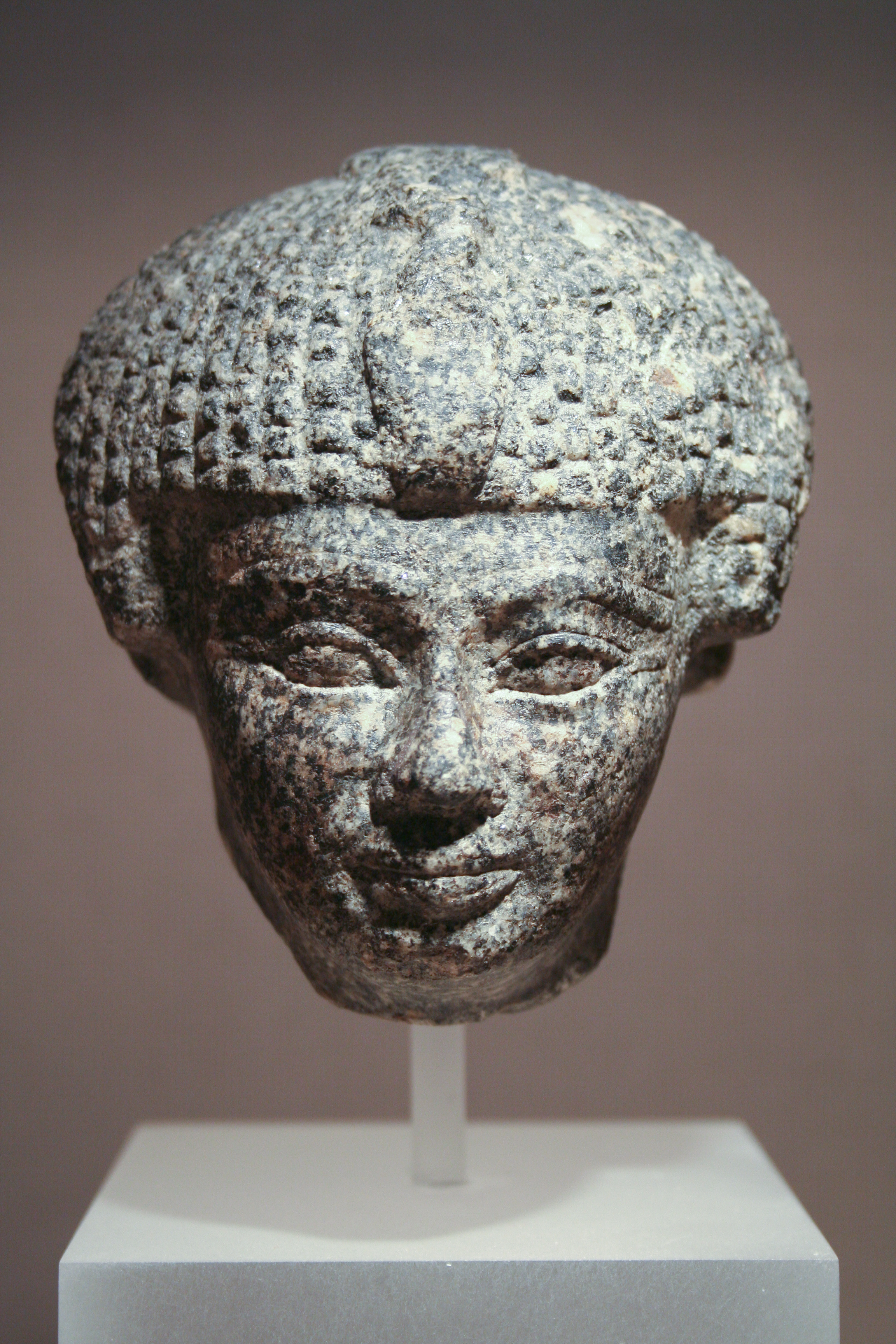
Tượng đầu của Pharaon Senusret I
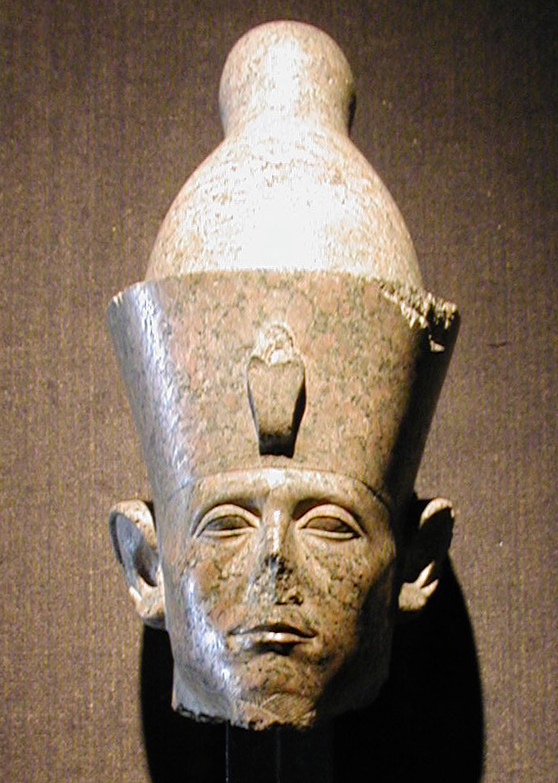
Tượng đầu của Senusret III
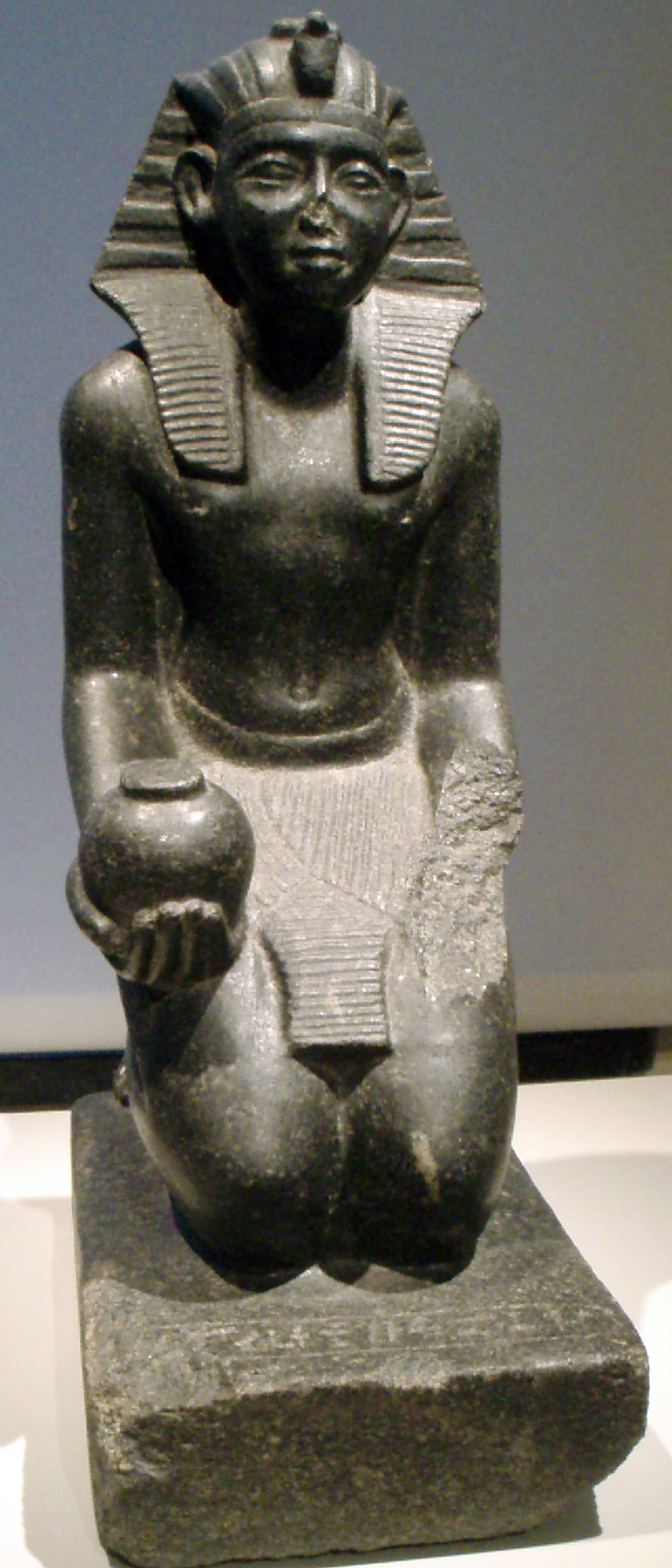
Tượng quỳ gối của Pharaon Sobekhotep V
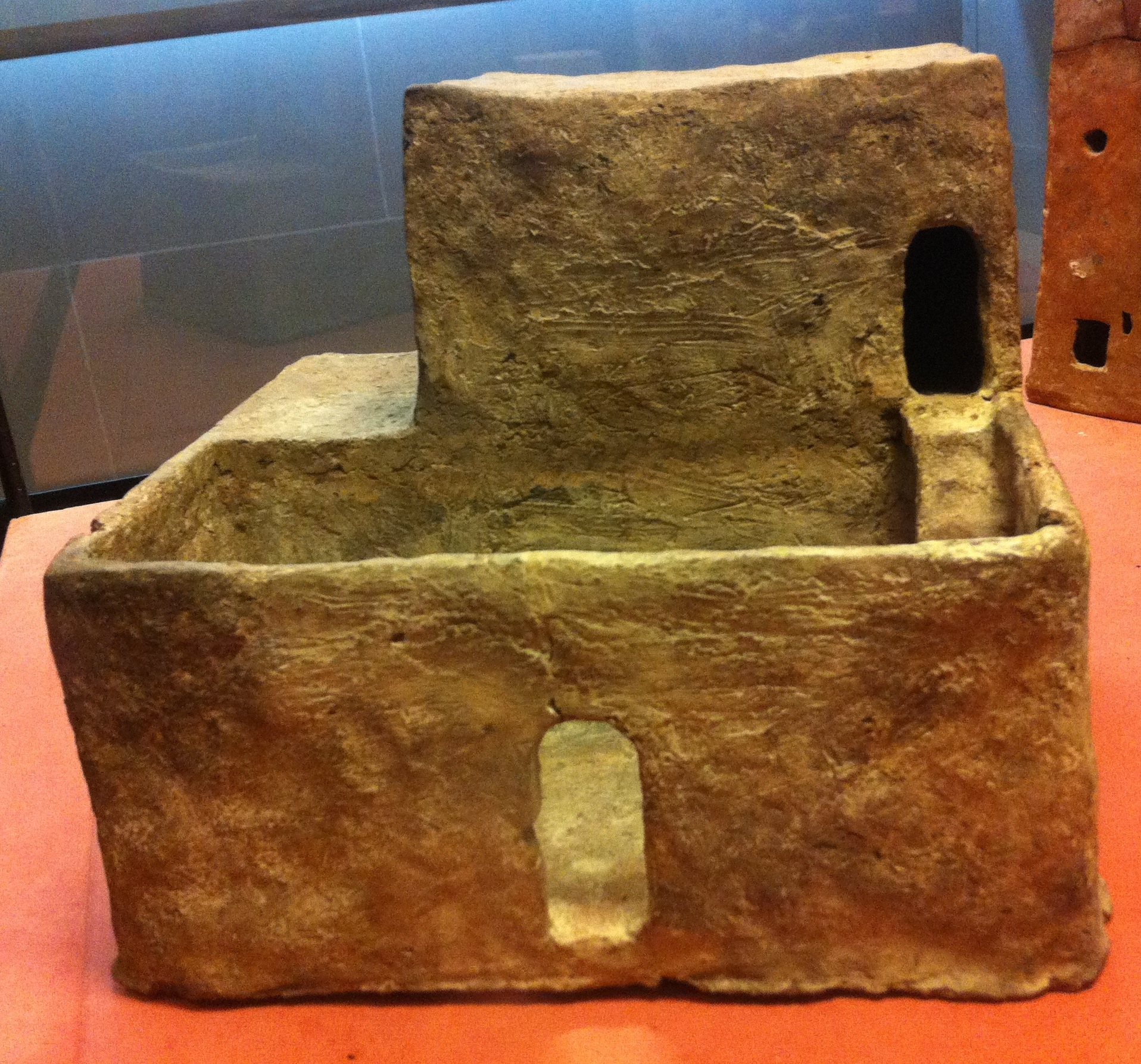
Một mô hình nhà làm bằng đất sét với kiểu nhà dặt trưng của Trung Vương quốc